# Rainbow World Tour
The Rainbow World Tour fue la cuarta gira musical de la cantautora estadounidense Mariah Carey. Incluye conciertos en Europa, Asia y Norteamérica, realizados durante el año 2000, para promover su álbum de estudio, Rainbow. La crítica musical proporcionó reseñas Buenas, por su vestuario y la voz de Mariah.

## Historia
Carey lanza su séptimo álbum de estudio Rainbow en noviembre de 1999 y decide ir de gira para promocionar el álbum. A diferencia de su gira anterior, Butterfly World Tour (que tuvo una sola fecha en los Estados Unidos), fue su primera gira recorriendo varias ciudades en los Estados Unidos en 7 años desde su Music Box Tour de 1993, en la cual generó una serie de comentarios negativos al principio. Además de visitar más países de Europa, Carey también visitó por primera vez Singapur. 
La gira ingresados 7 millones de dólares en América del Norte a partir de la fecha únicamente, de acuerdo a Billboard. La reacción de la crítica fue mixta, sobre todo en los Estados Unidos, aunque destacan las reseñas positivas. Diferentes críticos le reprocharon tener una voz ronca y cansada durante todo el recorrido. Respecto al concierto en el Staples Center de Los Ángeles, "Variety" dijo: "el show de Mariah Carey pide, ya sea para la simplicidad o la coherencia." Además refleja que esta fue la primera vez que Mariah fue uso "escasamente vestidos", es decir, que uso un vestuario con el cual quedaba bastante piel expuesta durante la gira. El "Chicago Sun-Times" dijo que Carey había "sido transformado de un wannabe Whitney a un wannabe Britney", y llamó su enfoque de concierto "difícil de imaginar".  
Las últimas tres fechas de la gira fueron retrasados un poco (de Boston a partir de abril de 4 a 13 de abril, por ejemplo) después de Carey obtuvo intoxicación alimentaria por comer ostras crudas después del concierto en Atlanta.
Durante esta gira, Mariah debutó nuevas canciones del álbum Rainbow tales como: "Can't Take That Away", "Heartbreaker", "Petals", "Thank God I Found You", y otros, incluyendo algunos de sus temas más exitosos. El concierto de Toronto fue filmado para ser emitodo en la televisión de Estados Unidos, pero que nunca ocurrió, se desconocen las causas. Cabe destacar que la rapera Missy Elliot hizo una presentación especial en el show de Nueva York durante «Heartbreaker».

## Repertorio
1. "Mariah & Bianca" (Introducción) (contiene elementos de "Rainbow (Interludio)" y "Butterfly")
2. "Emotions"
3. "My All"
4. "Dreamlover"
5. "X-Girlfriend"
6. "Vulnerability" (Video interludio)
7. "Against All Odds (Take a Look At Me Now)"
8. "Thank God I Found You" (interpretado con Trey Lorenz) (contiene elementos del Make It Last Remix)
9. "Make You Happy" (Interludio) (interpretado por Trey Lorenz)
10. "Fantasy" (Bad Boy Remix)
11. "Always Be My Baby"
12. "Crybaby"
13. "Close My Eyes"
14. "Petals"
15. "Can't Take That Away (Mariah's Theme)"
16. "Money Ain't a Thang" (Interludio de baile)
17. "Heartbreaker" (contiene elementos del Desert Storm Remix)
18. "Honey" (contiene elementos del Bad Boy Remix)
19. "Vision of Love"
20. "Rainbow" (Interludio)
21. "Hero"
22. "Butterfly Reprise" (Outro)

Notas:
- " Sweetheart " se realizó en Bélgica.
- " Without You " se realizó en Europa (excepto en España).
- " Make It Happen " se realizó sólo en Bélgica, Italia y Alemania.
- " Todo lo que quiero para Navidad eres tú " se presentó en Osaka y Tokio.
- El interludio del video de "Vulnerabilidad" se cortó después de Europa.
- Un fragmento de "Daydream Interlude (Fantasy Sweet Dub Mix)" se realizó en Los Ángeles, San José, Boston y Toronto.
- " I Still Believe / Pure Imagination " se realizó en Los Ángeles y Singapur.
- "Make You Happy" se realizó después de Thank God I Found You por Trey Lorenz en todas las fechas.
- Un fragmento de " Breakdown " se realizó en Chicago y Los Ángeles.
- Un fragmento de " (You're Puttin ') A Rush On Me " de Stephanie Mills se realizó en Chicago.
- Un fragmento de "Slipping Away" se realizó en Chicago.
- Un fragmento de "Vanishing" se realizó en Las Vegas.
- " Always Be My Baby " se realizó después de " Fantasy " en Europa y Asia (excepto Singapur).
- " Heartbreaker " se realizó antes de " Dreamlover " en Singapur y Norteamérica.
- " Thank God I Found You " se realizó con 98 Degrees en Chicago.
- Vision Of Love no se realizó en Tokio.
- Un fragmento de "Ex-Factor" de Lauryn Hill se realizó en Singapur.

## Fechas del Tour
| Europa                 |             |                |                                  |
| 14 de febrero del 2000 | Amberes     | Bélgica        | Sportpaleis                      |
| 17 de febrero del 2000 | Milán       | Italia         | Fila Forum                       |
| 20 de febrero del 2000 | Colonia     | Alemania       | Kölnarena                        |
| 23 de febrero del 2000 | París       | Francia        | Palais Omnisports de Paris-Bercy |
| 26 de febrero del 2000 | Londres     | Reino Unido    | Wembley Arena                    |
| 29 de febrero del 2000 | Madrid      | España         | Palacio de los Deportes          |
| Asia                   |             |                |                                  |
| 4 de marzo del 2000    | Osaka       | Japón          | Osaka Dome                       |
| 7 de marzo del 2000    | Tokio       | Japón          | Tokyo Dome                       |
| 9 de marzo del 2000    | Tokio       | Japón          | Tokyo Dome                       |
| 13 de marzo del 2000   | Singapur    | Singapur       | Estadio Nacional                 |
| Norte América          |             |                |                                  |
| 16 de marzo del 2000   | Los Ángeles | Estados Unidos | Staples Center                   |
| 18 de marzo del 2000   | Las Vegas   | Estados Unidos | Thomas & Mack Center             |
| 21 de marzo del 2000   | San José    | Estados Unidos | San Jose Arena                   |
| 25 de marzo del 2000   | Chicago     | Estados Unidos | United Center                    |
| 29 de marzo del 2000   | Miami       | Estados Unidos | American Airlines Arena          |
| 1 de abril del 2000    | Atlanta     | Estados Unidos | Philips Arena                    |
| 11 de abril del 2000   | Nueva York  | Estados Unidos | Madison Square Garden            |
| 13 de abril del 2000   | Boston      | Estados Unidos | Fleet Center                     |
| 18 de abril del 2000   | Toronto     | Canadá         | Air Canada Centre                |

- Datos: Q852621